# Illúzió nélkül
Koncz Zsuzsa az Illúzió nélkül című albumán a rendszerváltás utáni kiábrándulás tükröződik vissza. A lemez érdekessége a Jöjj kedvesem című régebbi Fonográf-dal új felvétele, amelyen Cseh Tamás is közreműködik. Még megjelent bakelit lemezen.
Érdekesség, hogy a címadódalt felhasználták az azonos évben készült Édes Emma, drága Böbe című film egyik jelenetének betétdalaként, mely film, az albumhoz hasonlóan a kor bizonytalanságát mutatja be.

## Az album dalai
1. Még összetartozunk (Bornai Tibor – Bródy János) 4:04
2. Illúzió nélkül (Bornai Tibor – Bródy János) 3:54
3. Ahol fölösleges a dal (Bornai Tibor – Bródy János) 3:13
4. Mint a vízfolyás 3:36  (Bornai Tibor – Bródy János) 3:43
5. Bécsi út (Bornai Tibor – Bródy János) 3:26
6. Nagy a köd (Bornai Tibor) 3:07
7. Csend (Gerendás Péter – Bródy János) 3:16
8. Vigyázz magadra (Bródy János) 4:32
9. Jöjj, kedvesem (Tolcsvay László – Bródy János) 4:12
10. A változásra várva (Szima Gábor – Bródy János) 3:43
11. Csak legyünk rajta túl (Móricz Mihály – Bródy János) 3:11
12. Téves kapcsolás (Bródy János) 4:02
13. Búcsúdal (Móricz Mihály – Bródy János) 4:32

## Külső hivatkozások
- Információk Koncz Zsuzsa honlapján